# Anna Camaiti Hostert
Anna Camaiti Hostert (...) è una filosofa italiana.
È inoltre teorica di Cinema e Visual Studies. Vive e lavora tra l'Italia e gli Stati Uniti d'America.

## Biografia
Si è laureata in filosofia all'Università di Pisa con lo storico della filosofia Nicola Badaloni. Ha conseguito il PhD in Literature and Film alla University of Chicago. Ha insegnato alla Loyola University di Chicago, alla University of Illinois di Chicago e alla Università di Roma La Sapienza. È stata Visiting Professor alla University of Southern California (USC) a Los Angeles e al campus fiorentino della Tisch School of Cinema della New York University (NYU). È stata inoltre Distinguished Visiting Professor alla Florida Atlantic University (FAU) a Boca Raton (FL).
Ha ricoperto l'incarico di Associate Dean della Loyola University (sede di Roma).
Nel 1999 ha fondato, insieme a Mario Perniola (direttore), Gianni Carchia, Sergio Givone, Luisa Passerini e Isabella Vincentini la rivista Ágalma. Rivista di studi culturali e di estetica, del cui comitato di redazione fa tuttora parte.
Dal 1986 è iscritta all'Ordine Nazionale dei Giornalisti ed è stata addetto stampa per la Regione Toscana. È stata autrice del programma televisivo Metix (dal titolo di uno dei suoi libri), andato in onda su RaiSat (programmazione 2005-2006). È stata ospite di numerosi Festival del Cinema (Procida, Pesaro) e di programmi culturali televisivi e radiofonici.
Ha collaborato con la regista Fiorella Infascelli per il film Italiani, del 1998, presentato nello stesso anno al Festival del Cinema di Venezia.
Ha collaborato con le pagine culturali del quotidiano il manifesto. Nel 2013 ha fondato con Nicola Fano, Gloria Piccioni e Gabriella Mecucci il quotidiano on-line di cultura Succedeoggi, del quale è editorialista.
Tiene conferenze e seminari in molti atenei italiani e stranieri. In questi ultimi anni, ha affiancato al lavoro teorico e giornalistico, anche l'attività letteraria e di sceneggiatura. 
Collabora con il Centro Studi Americani per il quale ha condotto il programma televisivo sulla serialità "Fuori Serie", andato in onda su Donna TV nel marzo 2021. 

## Pensiero

### Storia della filosofia e teoria politica
Il periodo iniziale dell'attività di ricerca di Anna Camaiti Hostert è dedicato alla storia della filosofia politica e sviluppa la lezione metodologica delle analisi dello storico della filosofia Nicola Badaloni, del quale è stata allieva all'Università di Pisa. Nel suo primo lavoro, Giuseppe Toniolo. Alle origini del partito cattolico (1984) – elaborazione della sua tesi di ricerca in filosofia  - la studiosa ripercorre la biografia intellettuale del pensatore cattolico Giuseppe Toniolo, recuperandone la figura di primo piano all'interno del movimento cattolico, soprattutto alla luce della seguente formazione del primo partito cattolico, nelle sue relazioni con il concetto marxiano di soggetto politico fondamentale.
Una prospettiva storico-filosofica e di teoria politica si riscontra anche nel secondo lavoro, Politica e diritto di resistenza. Kant ed Erhard: democrazia e libertà del soggetto (1987). In esso è ricostruito il rapporto tra il giacobinismo tedesco, del quale Johann Benjamin Erhard è uno dei maggiori rappresentanti, e la teoria del diritto pubblico in Kant, a partire dai temi della volontà politica e della libertà pubblica. In questo testo Camaiti Hostert interpreta le tesi di Erhard come un tentativo di costruzione di una teoria del soggetto e dell'alterità antagonisti.

### Studi culturali e teoria dell'identità
Il rapporto intellettuale, accademico e esistenziale con gli Stati Uniti d'America e le loro dinamiche socio-culturali, porta Camaiti Hostert a sviluppare nella sua ricerca questioni che, legate dapprima alla letteratura comparata (suo è il saggio di postfazione all'edizione americana del romanzo di Dacia Maraini La lunga vita di Marianna Ucrìa  - The Silent Duchess -  pubblicato dalla casa editrice Feminist Press nel 1998), si spostano, attraverso gli studi culturali, via via sempre più verso l'analisi della subalternità e della costruzione dell'identità. Qui Camaiti Hostert ingaggia un confronto serrato, e talvolta critico, con le riflessioni dei più importanti teorici della cultura come Edward Said, Stuart Hall e Homi K. Bhabha, ma anche di pensatori squisitamente politici come Antonio Gramsci.
La sua opera maggiore all'interno di questo campo di indagine è Passing. Dissolvere le identità, superare le differenze (1ª ed. Castelvecchi 1996, 2ª ed. Meltemi 2006, edizione inglese Passing. A Strategy to Dissolve Identities and Remap Differences, Madison, Farleigh Dickinson University Press, 2007). Occupandosi della complessa questione dell'alterità e rapportandosi anche con il movimento delle donne italiano, soprattutto con le opere di Carla Lonzi e con il pensiero della differenza, l'analisi di Passing si confronta a più riprese anche con gli studi femministi, soprattutto sul terreno di convergenza delle questioni post-coloniali e di genere (Gayatri C. Spivak, bell hooks, Teresa de Lauretis, Rosi Braidotti). Da lì la riflessione si espande al processo di formazione delle identità sessuali, etniche e di genere.

### Visual Studies e teoria del cinema
Nati come area di ricerca interdisciplinare sulla scia degli studi culturali angloamericani, i Visual Studies divengono, a partire dalla fine degli anni Novanta, il campo di ricerca privilegiato di Anna Camaiti Hostert. In Metix. Cinema globale e cultura visuale (2004), testo nel quale la studiosa raccoglie gli esiti delle sue ricerche di quegli anni, sono analizzati la struttura della visione, i meccanismi dello sguardo e i processi di produzione delle immagini propri del cinema contemporaneo (soprattutto americano, ma non soltanto hollywoodiano).
Nei Visual Studies in generale e nell'opera di Camaiti Hostert in particolare, le immagini non sono comprese come oggetti isolati, bensì come agglomerati di pratiche, sia di produzione sia di fruizione, che ne variano l'uso e il significato: se è dunque il cinema il medium dal quale l'analisi di Camaiti Hostert prende le mosse, essa si amplia per comprendere i linguaggi visivi nel loro complesso, tanto quelli propri della cultura alta, quanto quelli propri della cultura bassa, ovvero di massa (televisione, pubblicità, internet).
Il passaggio centrale è quello che muove dalla comprensione del potere che un'immagine ha di significare qualcosa e giunge alla questione della formazione dei soggetti, dimensione in cui l'analisi della cultura visuale mostra le sue affinità con l'indagine della costruzione delle identità e delle differenze culturali, di genere e di etnia e con l'attenzione per gli stereotipi visivi con cui sono rappresentate le diverse forme di marginalità. A quest'ultimo aspetto è legata la ricerca di Camaiti Hostert all'interno dell'area dei Film Studies, ricerca che si sviluppa parallelamente a quella all'interno dei Visual studies. Particolarmente significative per quest'area di indagine sono le due raccolte di saggi, entrambe uscite nel 2002, la prima, Sentire il cinema, interamente composta da testi e interviste inedite di Camaiti Hostert e la seconda, Scene italoamericane. Rappresentazioni cinematografiche degli italiani d'America, curata insieme allo studioso italoamericano Anthony J. Tamburri e dove compaiono testi, oltre che della stessa Camaiti Hostert e di Tamburri, anche di altri studiosi (tra i quali Ben Lawton, Fred Gardaphe, Alberto Abruzzese, Rebecca West ed altri).
Negli ultimi anni si è occupata di analisi del linguaggio seriale, analizzando in particolare gli Stati Uniti, pubblicando, nel 2017, Trump non è una fiction. La nuova America raccontata attraverso le serie televisive. Al ruolo dei mass media e la costruzione dell'immagine è dedicato anche Trump e moschetto. Immagini, fake news e mass media: armi di due populisti a confronto, scritto insieme a Enzo Antonio Cicchino e pubblicato nel 2020.

## Opere (selezione)
- Giuseppe Toniolo. Alle origini del partito cattolico, Pisa, ETS, 1984
- Politica e diritto di resistenza. Kant ed Erhard: democrazia e libertà del soggetto, Pisa, Servizio Editoriale Universitario, 1987.
- Passing. Dissolvere le identità, superare le differenze, Roma, Castelvecchi, 1996 (2ª ed. Roma, Meltemi 2006; trad.ing. Passing. A Strategy to Dissolve Identities and Remap Differences, Madison, Farleigh Dickinson University Press, 2007).
- Afterword to the American edition of Dacia Maraini's book The Silent Duchess, New York, Feminist Press, 1998 [Postfazione alla edizione americana di D. Maraini, La lunga vita di Marianna Ucrìa]
- «Il tempo, la musica, le cose:intervista a Bernardo Bertolucci» in Agalma, rivista di estetica e studi culturali, n. 1, giugno 2000.
- «Pulp Passion and Rusty Feelings» in Agalma, No 1, giugno 2000.
- Sentire il cinema, Firenze, Casalini-Cadmo, 2002.
- con A. J. Tamburri (a cura di) Scene italoamericane. Rappresentazioni cinematografiche degli italiani d'America, Roma, Luca Sossella editore, 2002 (trad.ing. Screening Ethnicity). Cinematographic Representation of Italian Americans in the United States, Florida Atlantic University -Boca Raton, Bordighera Press, 2002.
- Introduzione all'edizione italiana di N. Mirzoeff, Introduzione alla cultura visuale, Roma, Meltemi, 2002.
- «L'identità in sottrazione», in V. Zagarrio (a cura di), Trevico-Cinecittà. L'avventuroso viaggio di Ettore Scola, Venezia, Marsilio 2002.
- Metix. Cinema globale e cultura visuale, Meltemi, Roma, 2004.
- «Identità di genere nel cinema italoamericano: Nancy Savoca e Marylou Tibaldo Buongiorno», in G. Muscio e G. Spagnoletti (a cura di), Quei bravi ragazzi. Il cinema italoamericano contemporaneo, Venezia, Marsilio Editori, 2007.
- "Intimità forzata, ostaggio, paura, nuove figure dell'immaginario collettivo americano. Un Case Study di cultura visuale", in Agalma, n. 25, aprile 2013: 65-72.
- Trump non è una fiction. La nuova America raccontata attraverso le serie televisive, Milano-Udine, Mimesis, 2017.
- La vita nelle cose, Mantova, MnM Print Edizioni, 2019.
- Trump e moschetto. Immagini, fake news e mass media: armi di due populisti a confronto, Milano-Udine, Mimesis, 2020.